# هاينز هيل
هاينز هيل (بالألمانية: Heinz Hille)‏ هو منتج أفلام وكاتب سيناريو ومخرج ألماني، ولد في 18 مارس 1891 في هانوفر في ألمانيا، وتوفي في 5 مايو 1954 في دوسلدورف في ألمانيا.

## وصلات خارجية
- هاينز هيل على موقع IMDb (الإنجليزية)
- هاينز هيل على موقع قاعدة بيانات الأفلام السويدية (السويدية)
- هاينز هيل على موقع قاعدة بيانات الفيلم (الإنجليزية)
- هاينز هيل على موقع كينوبويسك (الروسية)